# Romantički papirus
Romantički papirus (također poznat kao Aleksandrov papirus) fragment je grčkog rukopisa iz 2. stoljeća nepoznate romanse. Fragment sadrži tri neuokvirene ilustracije unutar stupaca teksta. Jedan je od rijetkih sačuvanih ostataka klasične književne ilustracije na papirusu. Fragment je 340 x 115 mm. Kupila ju je Francuska nacionalna knjižnica 1900. godine.